# Josef Staribacher

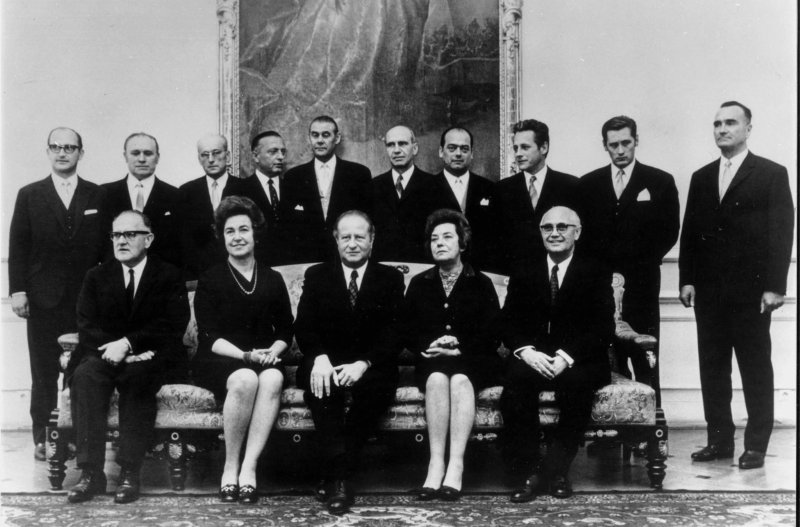
Josef Staribacher (stehend, dritter von links) im Kabinett Kreisky I (1970)

Josef Wilhelm Staribacher („Happy Pepi“; * 25. März 1921 in Wien; † 4. Jänner 2014 ebenda) war österreichischer Politiker (SPÖ) und langjähriges Regierungsmitglied der Bundesregierungen Kreisky I bis Kreisky IV. Unter dem Decknamen Bauxl war er im Widerstand gegen den Nationalsozialismus.

## Leben
Josef Staribacher erlernte den Beruf des Stein- und Offsetdruckers und machte in Abendkursen die Matura.
Während des Austrofaschismus war er zeitweise wegen politischer Tätigkeit inhaftiert, nach dem „Anschluss“ an das Dritte Reich war er 1939/1940 neun Monate lang im KZ Buchenwald inhaftiert und wurde dann zur Wehrmacht eingezogen. Kurz bevor er als Hilfskrankenträger an die Front geschickt wurde, weil er „nicht würdig“ war, Dienst mit der Waffe zu leisten, heiratete er seine Frau Gertrude. Nach einer schweren Kriegsverwundung im Herbst 1941 konnte er die restlichen Kriegsjahre für das Studium der Staatswissenschaften in Groningen in den damals deutsch besetzten Niederlanden nützen und schloss es im Februar 1945 mit der Prüfung zum Diplomvolkswirt ab.
Ab 1945 war er in der Kammer für Arbeiter und Angestellte in Wien tätig. Parallel dazu studierte er an der rechts- und staatswissenschaftlichen Fakultät der Universität Wien bis zur Promotion zum Dr. juris 1952. Von 1968 bis 1970 war er als Kammeramtsdirektor  ranghöchster Angestellter der Arbeiterkammer Wien.
Von 1958 an war er Vorsitzenden-Stellvertreter der Gewerkschaft der Lebens- und Genussmittelarbeiter, von 1960 war er bis 1989 deren Vorsitzender und anschließend Ehrenvorsitzender (seit 1990 „Gewerkschaft Agrar-Nahrung-Genuss“). Am 9. Mai 2006 erfolgte die Fusion der Gewerkschaft Agrar-Nahrung-Genuss mit der Gewerkschaft Metall-Textil zur neuen Gewerkschaft Metall-Textil-Nahrung (GMTN). Seit damals war Staribacher Ehrenvorsitzender der GMTN.
Von 1967 bis 1971 war er Mitglied im Vorstand der Internationalen Union der Lebens- und Genussmittelarbeitergewerkschaften. Seit 1960 war er Mitglied des Bundesvorstandes des Österreichischen Gewerkschaftsbundes (ÖGB) und seit 1983 Mitglied des ÖGB-Präsidiums. 1981 wurde ihm von der Vereinigung Deutscher Reisejournalisten (VDRJ) der Columbus Ehrenpreis für seine Verdienste um nachhaltigen und umweltfreundlichen Tourismus verliehen.
Von 1961 bis 1983 war er Abgeordneter zum Nationalrat und von 1970 bis 1983 in allen vier von Bruno Kreisky geleiteten Kabinetten Bundesminister für Handel, Gewerbe und Industrie. In diese Zeit als Minister fiel auch die „Ölkrise“ nach dem Jom-Kippur-Krieg des Jahres 1973.
Wegen der unerwarteten Verknappung von Benzin, Diesel- und Heizöl erließ Josef Staribacher eine Verordnung über einen „autofreien Tag“. Den selbst gewählten Wochentag, an dem das Fahrzeug jeweils nicht in Betrieb genommen werden durfte, musste jeder Besitzer eines Pkws mit einem „Pickerl“, auf dem der Tag vermerkt war, auf der Windschutzscheibe des Autos kenntlich machen. Verstöße gegen diese Verordnung zogen für den Zuwiderhandelnden Strafen bis zu 30.000 Schilling nach sich.
Dem Minister brachte diese Maßnahme den Spitznamen „Pickerl-Pepi“ (in der Bundesrepublik Deutschland „Etiketten-Joe“) ein. Andererseits wurde er wegen seines positiven Denkens und der meist erfreulichen Entwicklung des Tourismus nach Österreich, die er als Obmann der Österreichischen Fremdenverkehrswerbung zu kommentieren hatte, als „Happy Pepi“ bezeichnet.
„Weniger erfolgreiche Unterfangen – wie den Bau des Atomkraftwerks Zwentendorf und die Planung des Donaukraftwerks Hainburg – untermauerte der ‚Energieminister‘ mit seiner Verantwortung für eine effiziente Energieversorgung“, hieß es im Nachruf auf ORF.at.
Am 24. April 1983 fand die turnusmäßige Nationalratswahl statt. Die SPÖ erreichte nach elfeinhalb Jahren nicht mehr die absolute Mehrheit. Die Regierung trat daher am gleichen Abend zurück; Kreisky überließ die künftige Kanzlerschaft dem bisherigen Unterrichtsminister Fred Sinowatz. Staribachers Ministertätigkeit endete am 24. Mai 1983, als die Bundesregierung Sinowatz, eine SPÖ-FPÖ-Koalition, ernannt wurde. In ihr trat Norbert Steger (FPÖ) die Nachfolge Staribachers als Wirtschaftsminister an.
Josef Staribacher verstarb am 4. Jänner 2014 infolge einer Lungenentzündung, seine Grabstätte befindet sich auf dem Wiener Zentralfriedhof (Gr. 70, Reihe 3, Nr. 8). Sein erster Sohn, Wolfgang Staribacher, ist Musiker; sein zweiter Sohn, Andreas Staribacher, war 1995/1996 in der Bundesregierung Vranitzky IV Finanzminister.

## Nachwirkung und Ehrungen
Seine rund 15.000 Seiten umfassenden Tagebuchaufzeichnungen hinterließ er dem Bruno-Kreisky-Archiv im vormaligen Vorwärts-Verlag, mit der Auflage, dass diese erst nach seinem Tod veröffentlicht werden dürfen. Das Bruno-Kreisky-Archiv digitalisierte die Aufzeichnungen seither und arbeitete sie wissenschaftlich auf. Offiziell anlässlich Staribachers 100. Geburtstags sind sie seit mindestens April 2019 im Internet auf einer Sub-Website der Österreichischen Akademie der Wissenschaften publiziert.
Ebenfalls anlässlich seines 100. Geburtstags wurde Staribacher in seinem politischen Heimatbezirk Wien-Landstraße mit der Straßenbenennung Staribacherstraße gewürdigt. Die erste Straßentafel an der entsprechenden Verkehrsfläche beim neuen Veranstaltungszentrum in Sankt Marx wurde jedoch erst am 25. März 2022, zum 101. Geburtstag des Politikers, enthüllt. Im Jänner 2022 wurde ein Lehrgang der Wiener Parteischule nach Josef Staribacher benannt. Die Teilnehmer sollten sich mit seinem Leben befassen und mit seiner Arbeit vertraut machen.